# Kenzo (dom mody)

Logo marki i domu mody KENZO (2022)

Kenzo – francuski dom mody, założony przez Kenzō Takadę w 1970 roku w Paryżu, we Francji.

## Historia
W 1970 r. Kenzō Takada otworzył pierwszy butik w Galerie Vivienne w Paryżu. Początkowo przedsiębiorstwo działało pod nazwą „Jungle Jap” – połączenia dwóch słów, które miały oddawać charakter marki, czyli nieujarzmiona dżungla i Japonia, z której pochodził założyciel. W nawiązaniu do nazwy Takada pomalował ściany butiku dzikimi kwiatami.
W wywiadzie udzielonym w 2019 roku dla „The South China Morning Post” powiedział na temat swoich projektów oraz początków w świecie mody:
Kiedy otworzyłem swój sklep, pomyślałem, że nie ma sensu robić tego, co robią francuscy projektanci, ponieważ nie umiałem tego zrobić. Tworzyłem więc w swoim stylu. Żeby być innym, użyłem tkanin kimonowych i innych japońskich inspiracji.
Projekty autorstwa Takady nawiązywały do jego dziedzictwa, a na wybiegach podczas pokazów panowała luźna atmosfera, a modelki więcej tańczyły niż pokazywały ubrania.
Na początku lat 70. udziały 50% w firmie nabyła firma Saudyjczyka Adnana Khashoggiego, a pomysłodawca tego Gene Gutowski usiłował dokonać rozbudowy przedsiębiorstwa.
Marka początkowo opierała się na projektach dla kobiet. Dopiero w 1983 r. wprowadzono kolekcję męską. Następnie w 1986 r. linię dżinsów, a dwa lata później pierwsze perfumy.
W 1988 Takada stworzył markę „Kenzo Perfums” i współuczestniczył w tworzeniu perfum: „Kenzo de Kenzo”, „Kenzo pour Homme”, „Parfum d’Été”, „Le Monde est Beau”, „Jungle Elephant”, „L’Eau par Kenzo”, „Jungle pour Homme”, „L’Eau par Kenzo pour Homme” oraz „Flower by Kenzo”. Następnie stworzył linię „Kenzoki”.
W 1998 główną kolekcję Kenzo zaprojektował Gilles Rosier, który wkrótce stał się dyrektorem artystycznym przedsiębiorstwa.
Kenzo należy do francuskiej grupy dóbr luksusowych LVMH.
W 2016 roku Kenzo zaprojektował kolekcję ubrań i akcesoriów dla szwedzkiej odzieżówki H&M.